# Ikaztegieta
Ikaztegieta är en kommun i Spanien. Den ligger i Gipuzkoaprovinsen i den autonoma regionen Baskien i norra delen av landet, 300 km norr om huvudstaden Madrid. Antalet invånare är 502 (2024). Arean är 2,00 kvadratkilometer. Ikaztegieta gränsar till Baliarrain och Alegia. 